# Haania doroshenkoi
Haania doroshenkoi es una especie de mantis de la familia Thespidae.

## Distribución geográfica
Se encuentra en Camboya.